# イソカルボキサジド
イソカルボキサジド(Isocarboxazid)は、非選択的不可逆モノアミン酸化酵素阻害薬(MAOI)である。ヒドラジン類に分類され、抗うつ剤として用いられる。フェネルジン、トラニルシプロミンとともに、アメリカ合衆国で未だに精神障害の治療に臨床的に用いられている古典的な3つのMAOIの1つであるが、他と比べると積極的に用いられているわけではない。
イソカルボキサジドは、主に気分障害や不安障害の治療に用いられる。パーキンソン病やその他の認知症関連障害の治療の研究も行われている。頭痛、起立性低血圧、めまいやその他の抗コリン作用性副作用を起こすことがある。また他のMAOIと同様に、脳内のセロトニン、ドーパミン、ノルエピネフリン等、モノアミン系神経伝達物質の濃度を上昇させる。
イソカルボキサジドを含む古典的なMAOIは、食品や薬品との強い相互作用のため極めて限定的にしか用いられず、選択的セロトニン再取り込み阻害薬(SSRI)等の新しい抗うつ剤に大部分が取って変わられた。相互作用の原因は、MAOIがチラミン等の食品中のアミンやモノアミン系神経伝達物質の代謝を阻害するためである。SSRIのようなモノアミン系神経伝達物質の濃度を上昇させる薬品や熟成チーズのようにアミンを多く含む食品と組み合わせると、モノアミン系神経伝達物質の濃度が危険なほど上昇し、高血圧クリーゼやセロトニン症候群のような命の危険となる症状を引き起こす。